# Décès en 849
Décès
- 845
- 846
- 847
- 848
- 849
- 850
- 851
- 852
- 853

Cette page dresse une liste de personnalités mortes au cours de l'année 849 :
- février : Yahya ibn Yahya al-Laythi, ouléma de l'émirat de Cordoue[1].
- 18 août : Walafrid Strabon, moine bénédictin, abbé de Reichenau, glosateur de la Bible, ancien tuteur de Charles le Chauve.

- Conaing mac Flainn, roi de Brega.
- Connagan (en), abbé puis évêque de Clonfert.
- Guntbold (en), archevêque de Rouen.
- Harthamah ibn al-Nadr al-Jabali (en), gouverneur d’Égypte, durant le califat abbasside.
- Ibn Madīni, spécialiste du hadith.
- Siconolf de Salerne, prince de Salerne.

## Crédit d'auteurs
- Cet article est partiellement ou en totalité issu de l'article intitulé « 849 » (voir la liste des auteurs).